# Prairie School

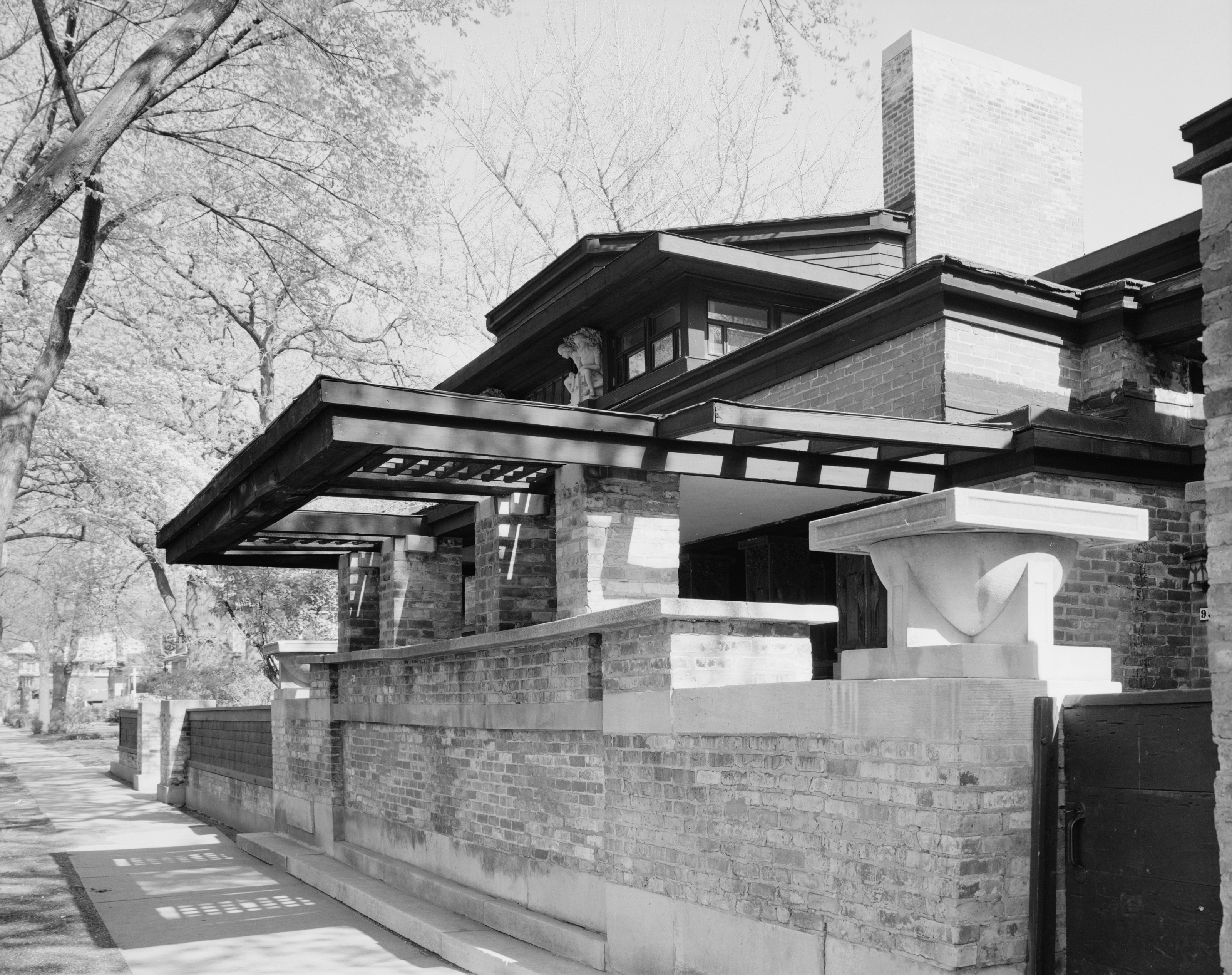
La casa y estudio de Frank Lloyd Wright en Oak Park, Illinois, mostrando los cambios al estudio posteriores de 1911 (Chicago Avenue) lateral del edificio.

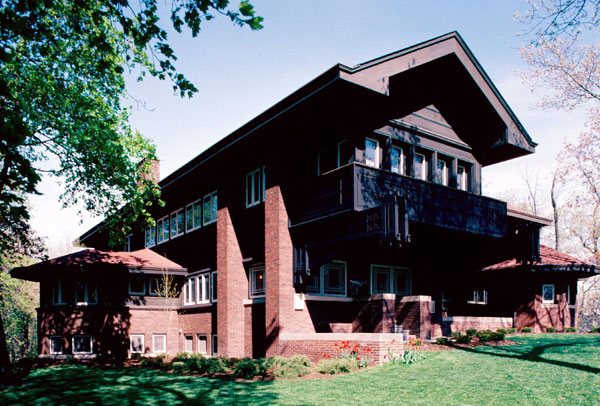
Harold C. Bradley House, Madison, WI, por Louis Sullivan y George Grant Elmslie

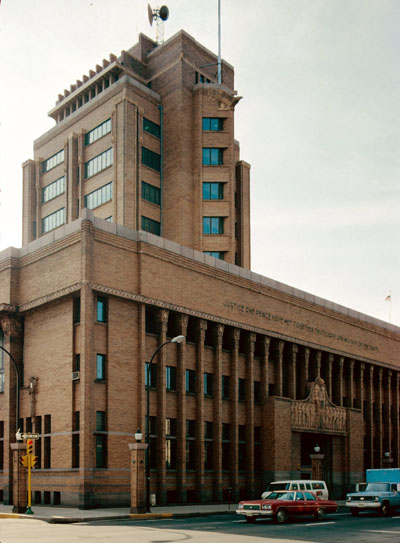
Woodbury County Courthouse, Sioux City, Iowa, por William L. Steele, William Gray Purcell y George Grant Elmslie

La escuela de la pradera o estilo de la pradera (en inglés: Prairie School o Prairie Style) fue un estilo arquitectónico entre finales del siglo XIX y principios del siglo XX, la mayoría comunes al Medio Oeste en Estados Unidos. El estilo está generalmente marcado por líneas horizontales, planas o con techos de cuatro aguas con unos amplios voladizos o aleros, ventanas agrupadas en franjas horizontales, en integración con el paisaje, construcción sólida, artesanía y disciplina en el uso de la ornamentación. Las líneas horizontales se pensaron para evocar y relatar a los paisajes nativos de la pradera. El término "The Prairie School" no se utilizó en realidad por estos arquitectos para describirse a sí mismos (por ejemplo, Marion Mahony utiliza la frase El grupo de Chicago), el término fue acuñado por H. Allen Brooks, uno de los historiadores de la arquitectura y uno de los primeros en escribir extensamente sobre estos arquitectos y sus obras.
"The Prairie School" se desarrolló en sintonía con los ideales y la estética de diseño del movimiento Arts & Crafts que se inició en el siglo XIX en Inglaterra por John Ruskin, William Morris, y otros. "The Prairie School" compartieron una sintonía de fabricación artesanal y gremios de artesanos como una reacción en contra de las nuevas técnicas de fabricación línea de ensamblaje, la producción en masa, que se sentían como creadoras de productos de calidad inferior y trabajadores deshumanizados.
"The Prairie School" fue también un intento de desarrollar un estilo arquitectónico indígena norteamericano que no compartían los elementos de diseño y vocabulario estético con estilos anteriores de la arquitectura clásica europea. Muchos jóvenes arquitectos talentosos y ambiciosos se había sentido atraído por la creación de oportunidades derivadas del Gran incendio de Chicago de 1871 y que determinó el desarrollo de la escuela de Chicago de arquitectura. La Exposición Mundial Colombina (World's Columbian Exposition) de Chicago de 1893 iba a ser un heraldo del renacimiento de la ciudad. Pero muchos de los jóvenes arquitectos del Medio Oeste de lo que se convertiría en la "The Prairie School" se sintieron ofendidos por el clasicismo griego y romano de casi cada edificio construido para la feria. Como reacción, se trató de crear un nuevo trabajo en Chicago y sus alrededores que mostrase un estilo único y moderno americano auténtico, que llegó a ser llamado Prairie.
La denominación Prairie se debe a la horizontalidad dominante de la mayoría de los edificios de estilo Prairie que hace eco de las extensiones anchas y planas, y menos cantidad de árboles de los estados del Medio Oeste de Estados Unidos. El más famoso defensor del estilo, Frank Lloyd Wright, promovió una idea de "arquitectura orgánica", el principio primordial era que una estructura debe mirar como si creciera de un modo natural en el sitio. Wright también sintió que una orientación horizontal era un motivo de diseño típicamente americano, en el que el país más joven tenía mucho más espacio abierto, y sin revelar, que en la mayoría de los países europeos más antiguos, y urbanizados.

## Galería de imágenes

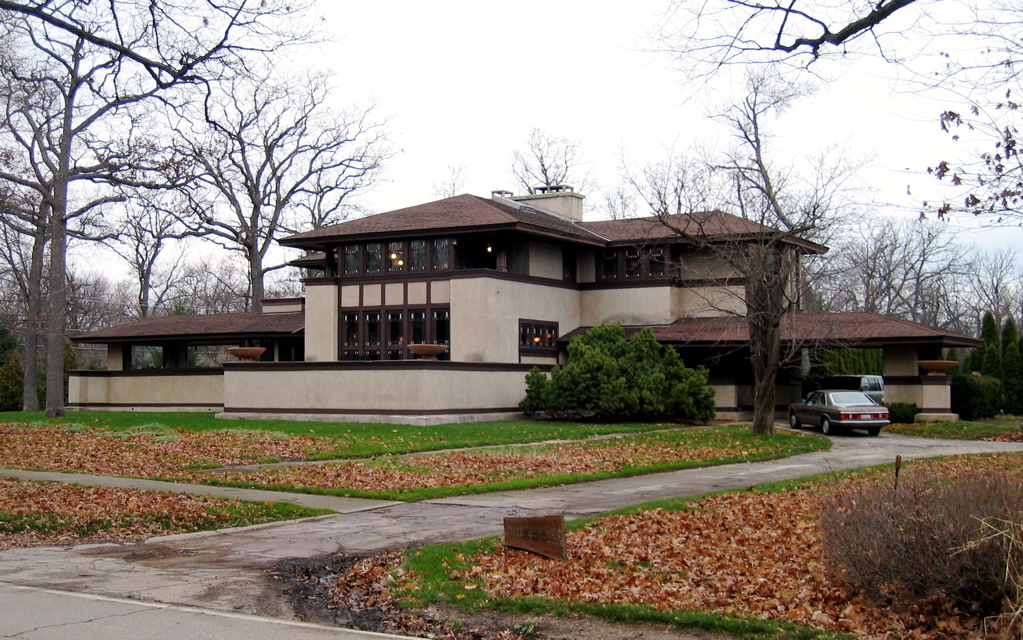
Casa Willits; Highland Park, Illinois (1901). Es una de las primeras casas en estilo Prairie de Frank Lloyd Wright
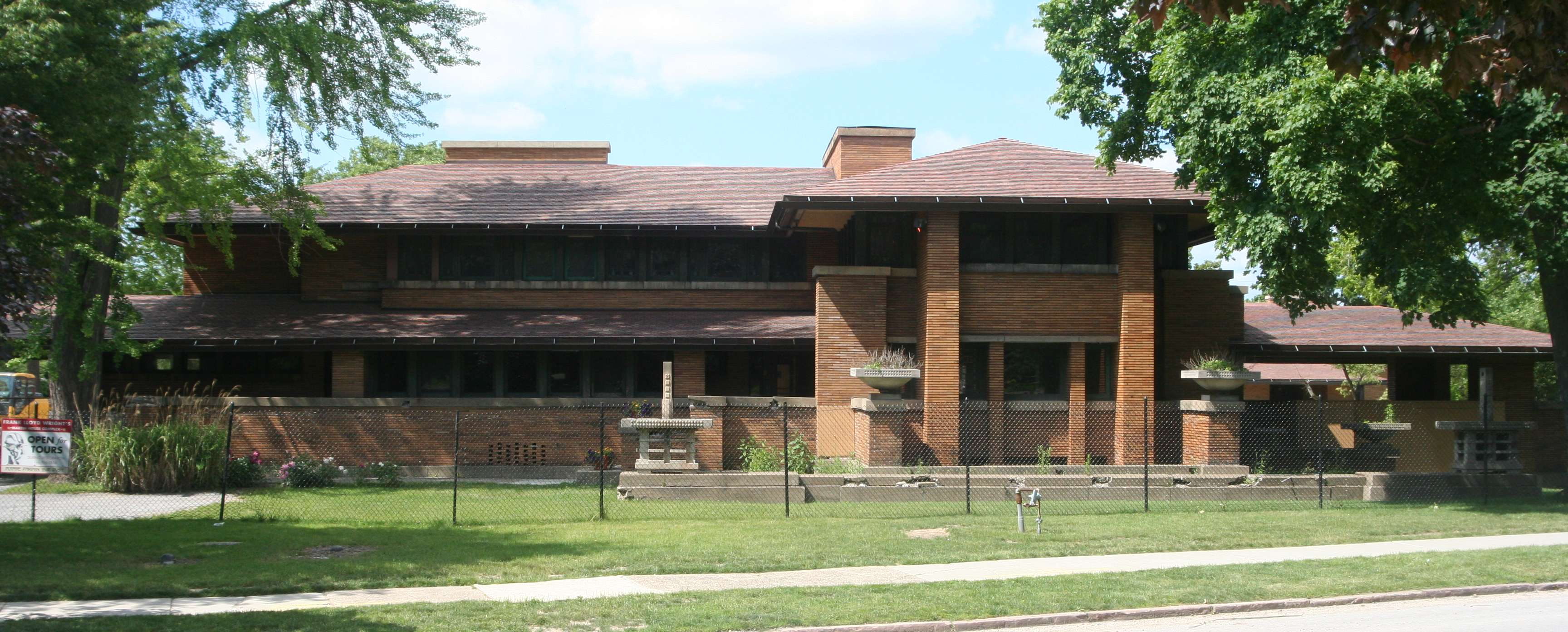
The Darwin Martin House; Búfalo, NY built 1903-05 by Frank Lloyd Wright
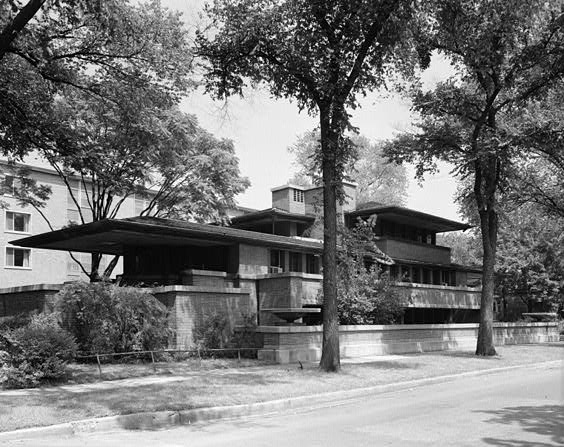
Robie House; Chicago, Illinois 1908 by Frank Lloyd Wright
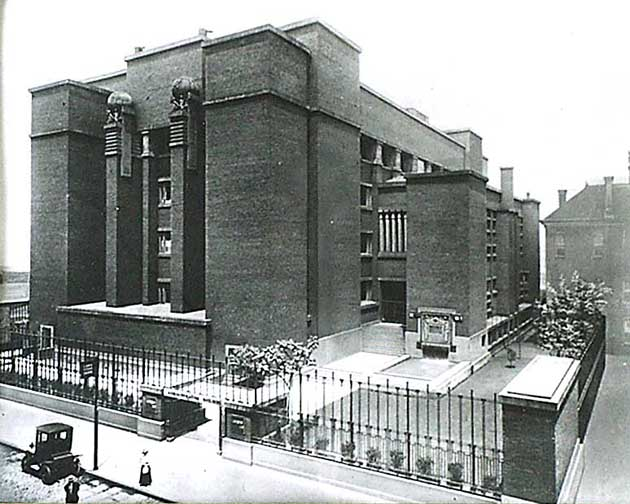
Larkin Administration Building; Búfalo, NY 1906 by Frank Lloyd Wright
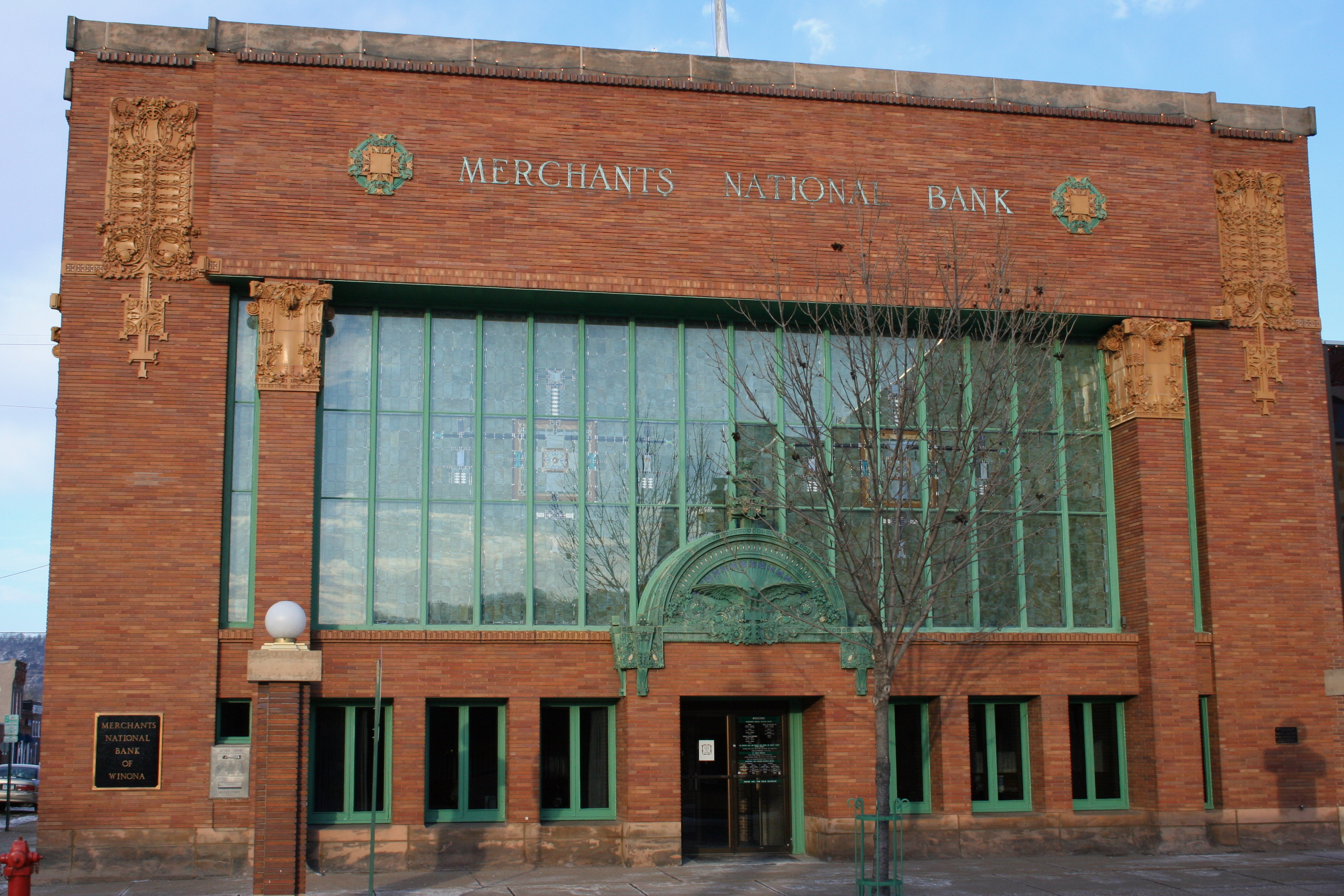
Merchants National Bank; Winona, Minnesota, 1912 by William Gray Purcell y George Grant Elmslie
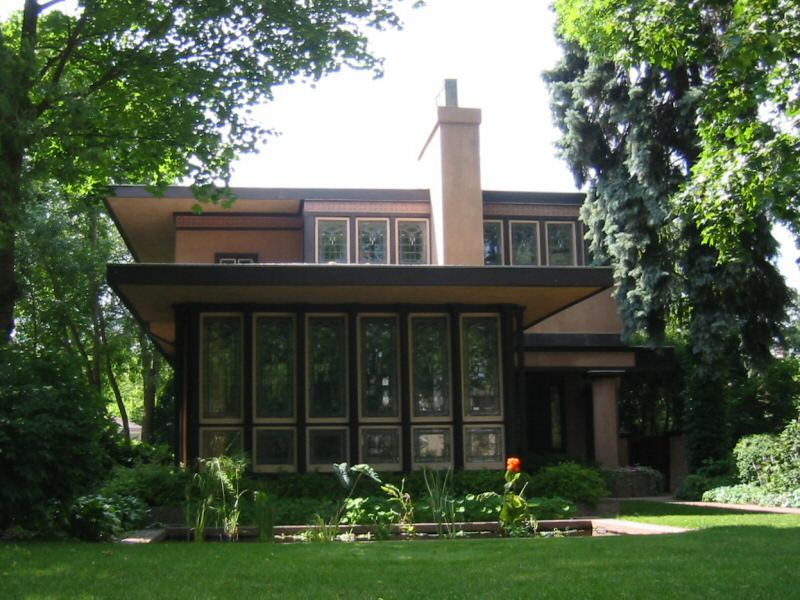
Purcell House; Minneapolis, Minnesota 1913 by William Gray Purcell y George Grant Elmslie
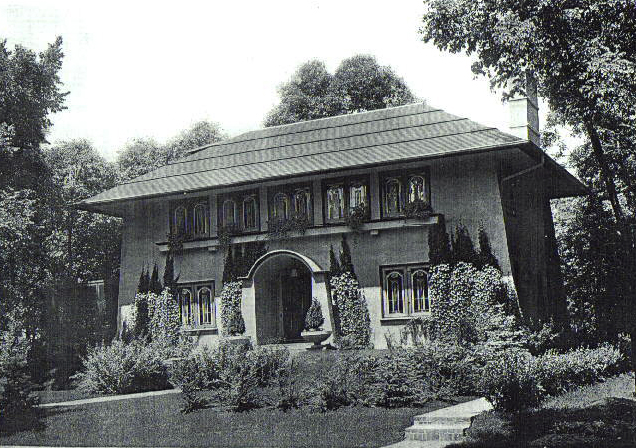
Henry Schultz House, Winnetka, Illinois, 1907 by George W. Maher
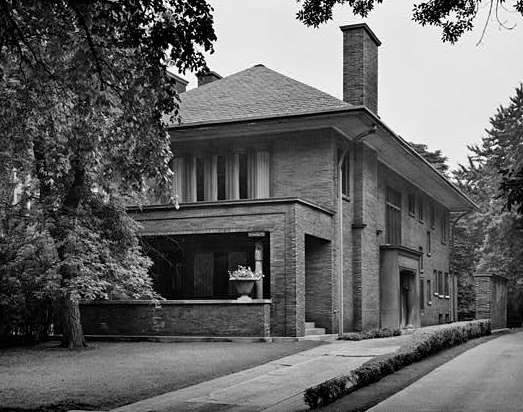
The Ernest J. Magerstadt House, Chicago, Illinois, 1908 by George Maher
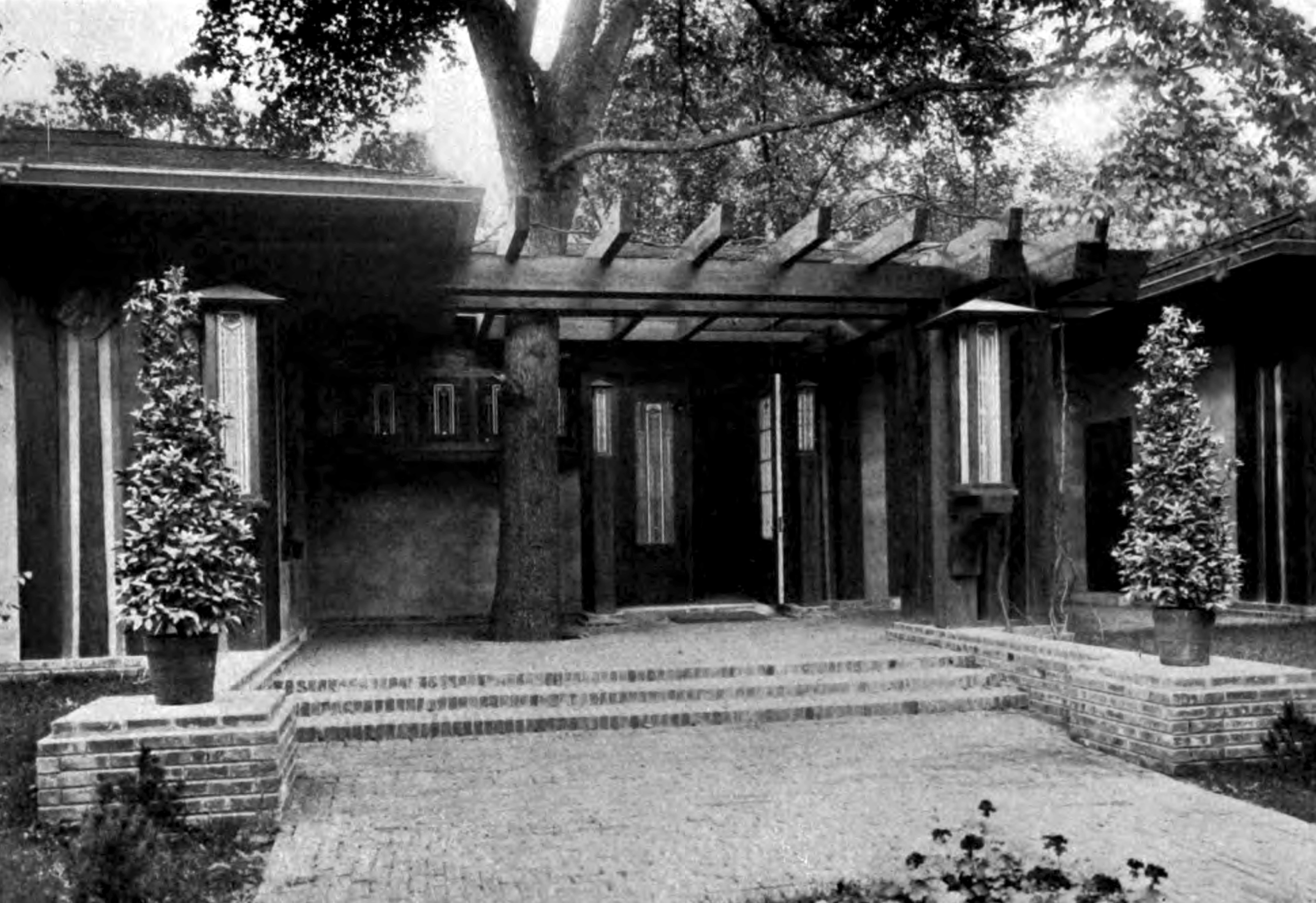
The Kenilworth Club entrance; Kenilworth, Illinois, built in 1907, George Maher architect
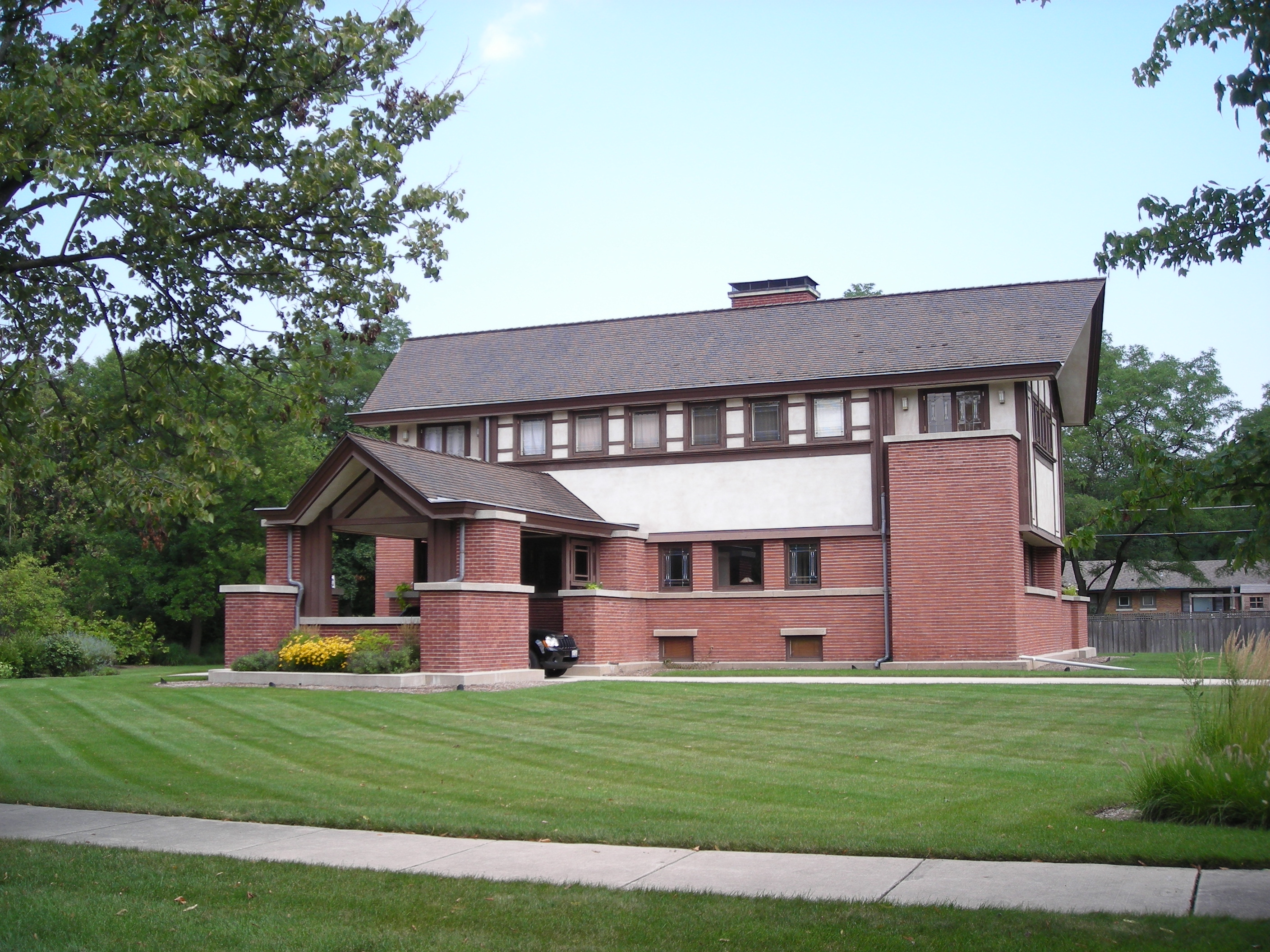
William H. Emery, Jr. House, 1903 by Walter Burley Griffin
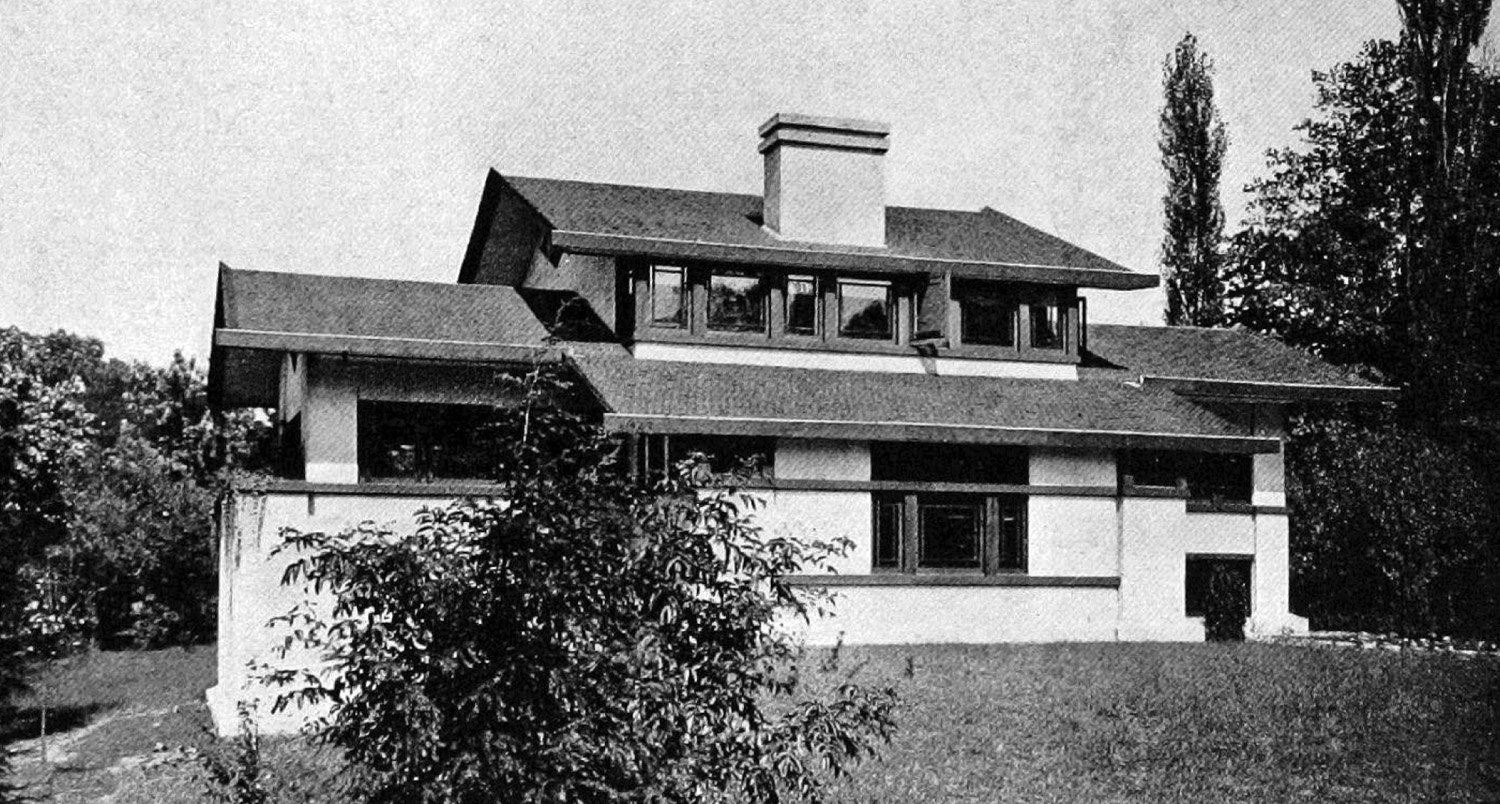
Ralph Griffin House; Edwardsville, Illinois 1913 by Walter Burley Griffin
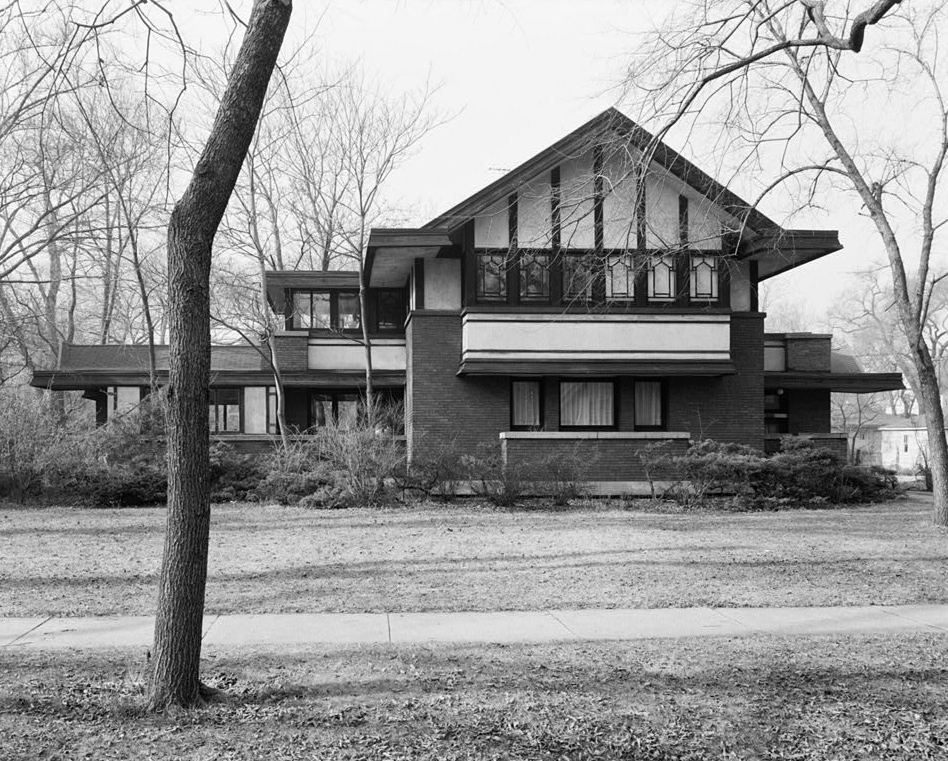
Frederick Carter House; Evanston, Illinois 1910 by Walter Burley Griffin
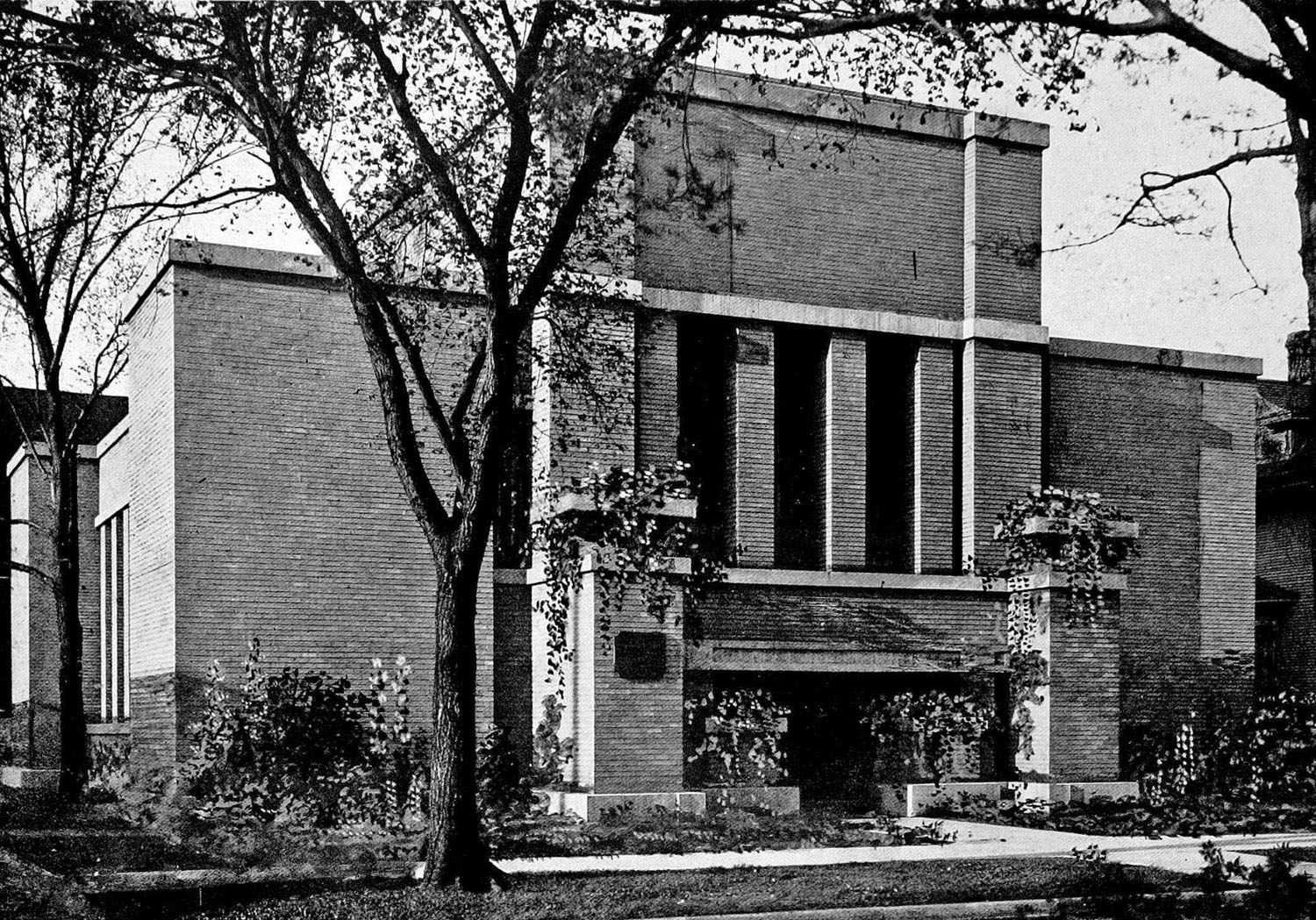
First Congregational Church; Chicago, Illinois 1908 by William Drummond
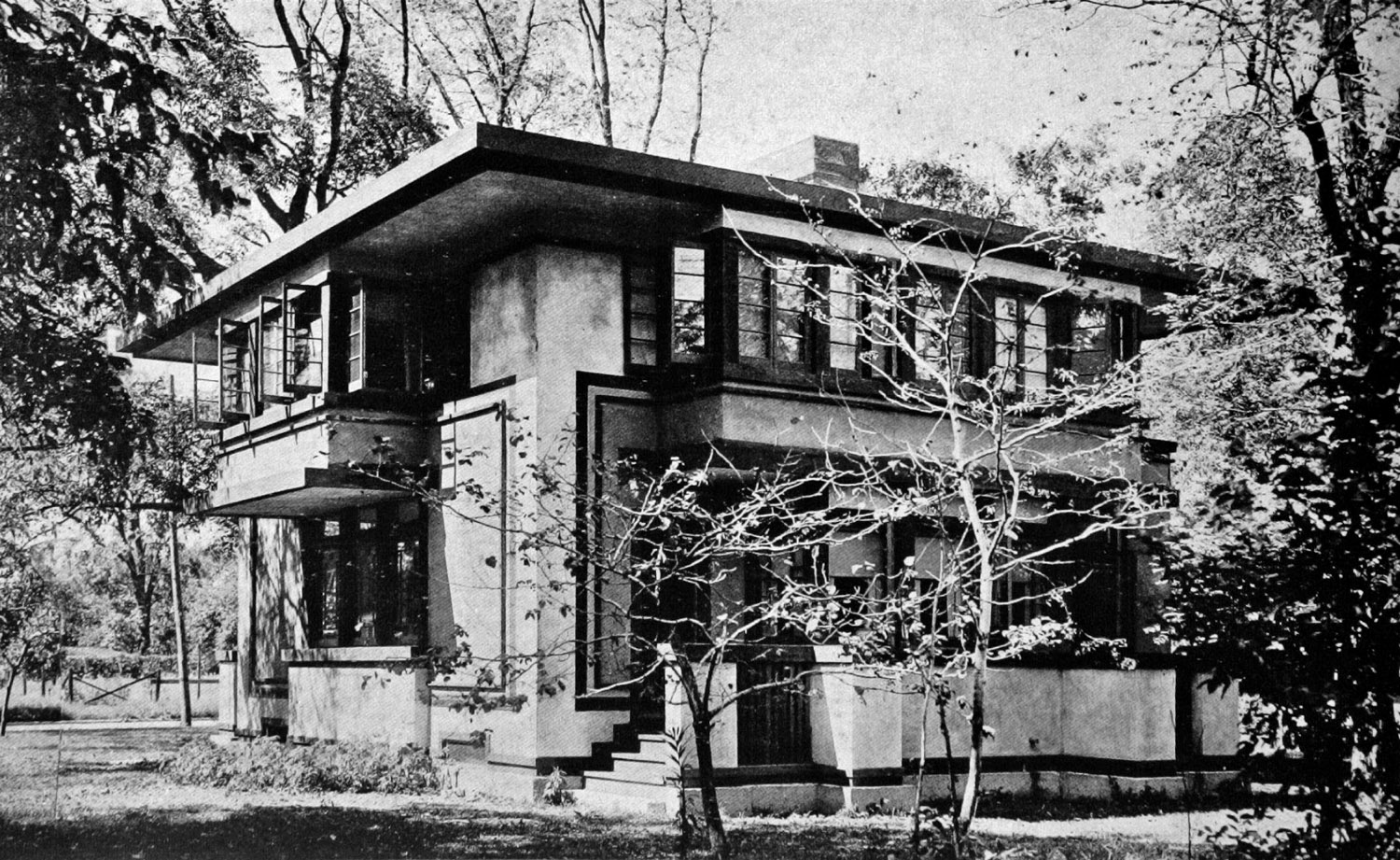
architect William Drummond's own house; River Forest, Illinois 1910
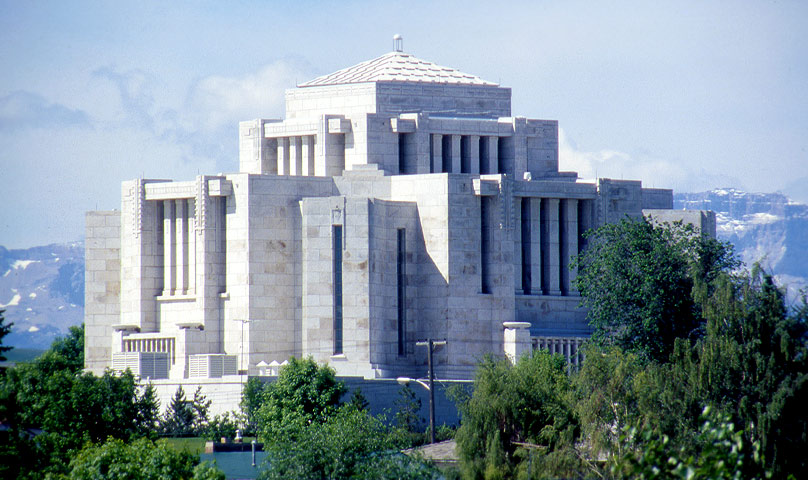
Templo de Alberta por Hyrum Pope y Harold Burton, 1913

Algunas de estas organizaciones y páginas de internet incluye:
- The Frank Lloyd Wright Building Conservancy
- The Frank Lloyd Wright Preservation Trust
- Wright In Wisconsin
- Taliesin Preservation Commission
- Walter Burley Griffin Society of America
- Unity Temple Restoration Foundation
- "George Washington Maher"; bio, photos of projects and career information
- Minneapolis Institute of Arts "Unified Vision - the Architecture and Design of the Prairie School"
- Pleasant Home Foundation for Maher's Farson House
- Prairie School Traveler weblog
- PrairieMod weblog
- Figge Art Museum's Frank Lloyd Wright gallery